# Asita Hamidi
Asita Hamidi (* 1961 in Wien; † 17. Dezember 2012 in Bern) war eine Schweizer Harfenistin und Komponistin mit iranischen Wurzeln.

## Leben und Wirken

### Kindheit und Jugend
Asita Hamidi kam als Tochter zweier iranischer Mediziner in Wien zur Welt. Zunächst wuchs sie im Iran und in Österreich auf, bevor sie 1972 mit ihrer Familie in die Schweiz zog. 17-jährig schloss sie sich mit der Gitarre der Musikgruppe Baschi’s Scharotl rund um den Geiger Alfred «Baschi» Bangerter an. Mit ihrer Zigeunermusik traten sie unter anderem auch an den jährlichen Feckerchilbis auf. Ein Kulturpreis für ihre Gruppe ermöglichte Asita Hamidi 1981 den Kauf ihrer ersten Harfe. Inspiration dafür war eine Klangvision von unglaublicher Harfenmusik, die sie in einem Traum hörte. Ihre erste grosse Pedalharfe war später ein Geschenk des Schweizer Musikers und Harfenisten Andreas Vollenweider, der Asita Hamidi per Zufall in einem Berner Restaurant kennengelernt hatte und daraufhin zu ihrem Förderer wurde.

### Karriere
Asita Hamidi war Teil einer der ersten Schweizer Frauenbands, Atropa Belladonna, und arbeitete mit Musikern wie Uschi Laar, Pascal Dussex, Don Li, Björn Meyer, Bruno Amstad, Kaspar Rast, Wolfgang Zwiauer, Fabian Kuratli oder dem Schlagzeuger Stephan Rigert unter dem Namen Arcobaleno zusammen. Als Zentrum ihres Schaffens gilt aber die 1996 gegründete Band Bazaar, später auch Asita Hamidi’s Bazaar oder Bazaaris, die sich ein Jahr später mit dem skandinavischen Trio Bazar Blå zusammenschloss. In zahlreichen Projekten arbeitete Asita Hamidi mit Musikern aus Europa, insbesondere aus Schweden, der arabischen Welt und aus dem Iran zusammen. Der Sound der Band ist inspiriert von arabischen und schwedischen Melodien mit einem Hauch von Jazz und Jodel.
2003 startete Asita Hamidi in ihrem Produktionsatelier im Kulturzentrum Progr Bern zusammen mit ihrem Lebenspartner, dem schwedischen Bassisten Björn Meyer, das Musikernetzwerk und CD-Label Bazaarpool für die Zusammenarbeit gleichgesinnter Musiker aus aller Welt. Aus diesem Kreis entstanden weitere kleinere und grössere Formationen, in denen Asita Hamidi mit der Harfe, ihrer Stimme oder auch auf der chinesischen Zither Guzheng mitwirkte. Ausserdem gab sie jahrelang im Berner Mattequartier Kindern und Jugendlichen Harfenunterricht.

### Würdigungen
Für ihre künstlerischen Tätigkeiten wurde Asita Hamidi mehrfach preisgekrönt. So erhielt sie 2005 den kantonalen Anerkennungspreis für Musik in Bern und wurde noch im selben Jahr von Pro Helvetia für eine Zusammenarbeit mit Musikern aus Kairo eingeladen. Weiter wurde sie 2006 in Iran mit ihrer Band Asita Hamidi’s Bazaar für den BBC World Music Award nominiert.

### Lebensende
Am 17. Dezember 2012 erlag Asita Hamidi einem Krebsleiden in Bern.

## Diskografie
- Baschi’s Scharotl: Fekker – Chilbi (Pan, 1982)
- Atropa Belladonna: Atropa Belladonna (Zytglogge, 1990)
- Atropa Belladonna: i. (Zytglogge, 1992)
- Arcobaleno: Mosaic (kein Verlag, 1994)
- Asita Hamidi’s Bazaar: Bazaar (Musikszene Schweiz, 1997)
- Asita Hamidi’s Bazaar: Nafâs (EMI Switzerland, 1999)
- Asita Hamidi, Uschi Laar: Watersteps (kein Verlag, 2001)
- Asita Hamidi’s Bazaar: Åjné (EMI Switzerland, 2002)
- Asita Hamidi’s Bazaar: Blue Ark (Bazaarpool, 2004)
- Asita Hamidi’s Bazaar: Sampler Blue (Bazaarpool, 2004)
- Bazaaris: Live (Bazaarpool, 2004)
- Asita Hamidi’s Bazaar: Live (Bazaarpool, 2006)
- Bazaaris: Watersongs (Bazaarpool, 2006)
- Asita Hamidi: Harp Solo – Bazaarmusic (Bazaarpool, 2006)
- Verschiedene: Bazaarpool in Music & Film (Bazaarpool, 2006)
- Asita Hamidi’s Bazaar: S.W.E.N. – Blue Butterfly’s Journey (Bazaarpool, 2009)